# Masaje thai

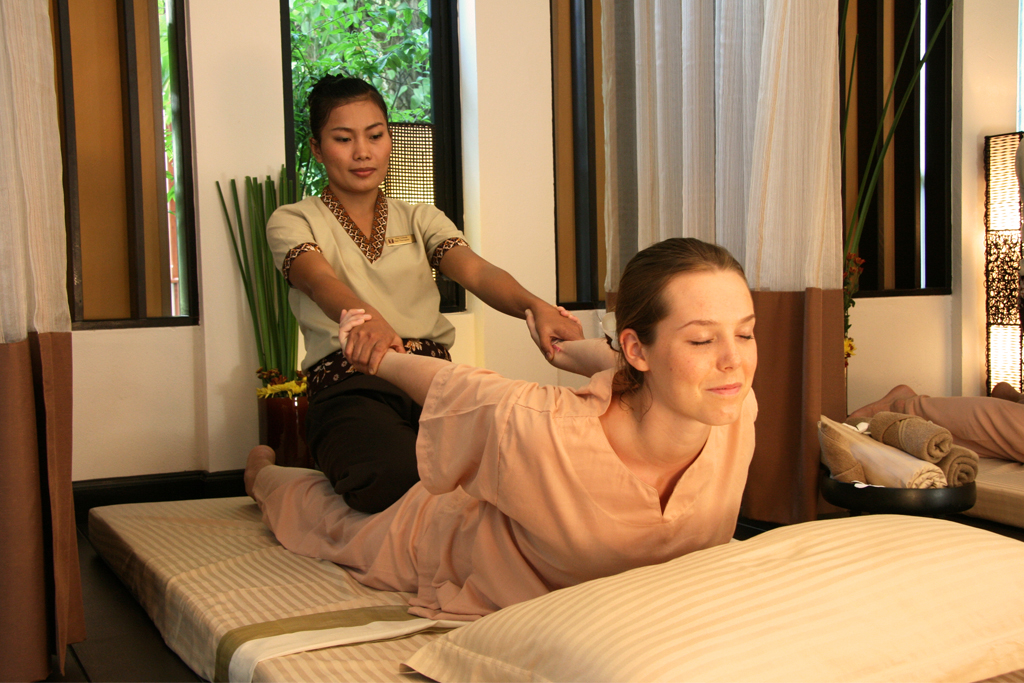

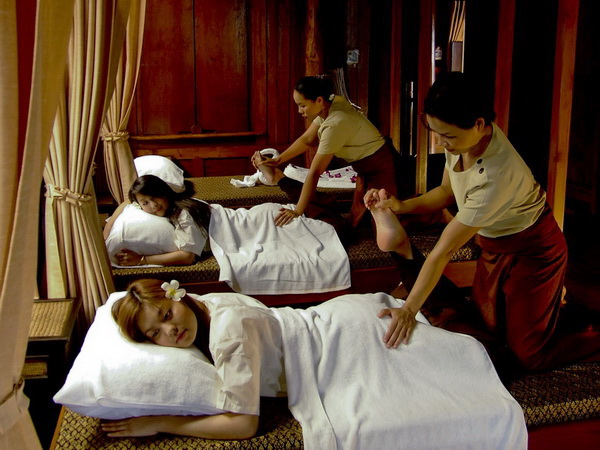

El masaje tailandés o masaje thai (en tailandés: นวด แผน โบราณ, IPA: [nûət pʰɛ̌ːn bo:raːn]; literalmente: masaje a la antigua usanza) es un tipo de masaje -o masaje perceptivo- que consiste en un masaje de estiramiento y de profundidad. Esta forma de trabajo corporal se realiza generalmente en el suelo, con el paciente vestido con ropa cómoda que permite el movimiento. No se utilizan aceites en el masaje tailandés.
Se conoce en Tailandia como nuad bo rarn, nuad boran o nuat phaen boran

## Historia

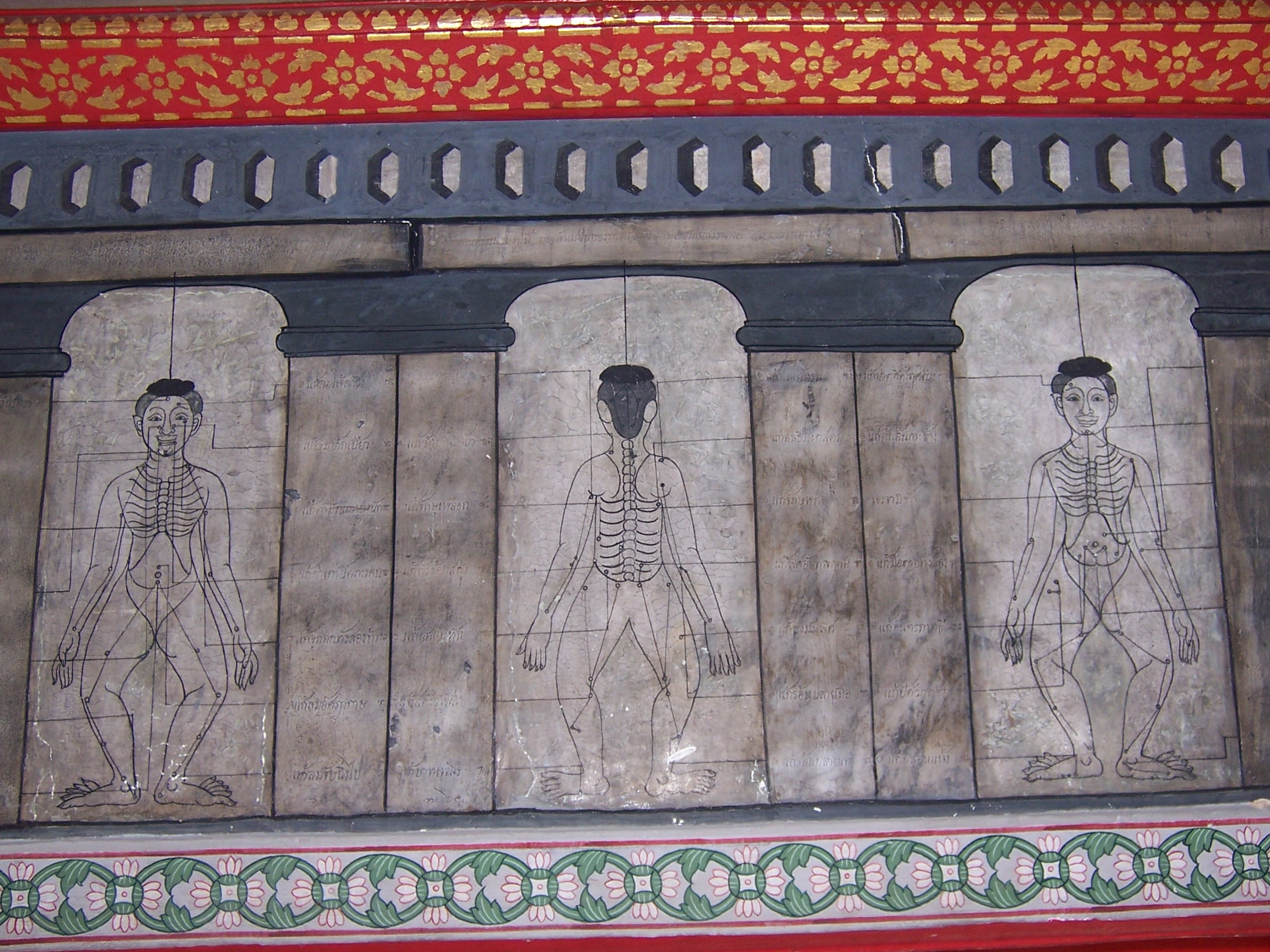
Dibujos de puntos de acupresión de las líneas Sen en el Templo Wat Pho en el distrito Phra Nakhon, Bangkok, Tailandia.

El fundador del masaje Reflexologia Tailandesa Ushuaia y la medicina Thai se dice que fue Shivago Komarpaj (Jivaka Komarabhacca), que según el Canon budista Pali fue el médico del Buda hace 2500 años. Combinó la medicina tradicional china con su conocimiento ayurvédico y creó las cuatro ramas de la Medicina Tradicional Thai: remedios herbales, medicina nutricional, prácticas espirituales y massage thai. Con su conocimiento ayurvédico De hecho, la historia del masaje tailandés es más compleja de lo que podría sugerir esta leyenda de un único fundador. El masaje tailandés, al igual que la medicina tradicional tailandesa en general, es una combinación de influencias de las esferas culturales y las tradiciones de la medicina de la India, China y el sudeste de Asia. El arte tal y como se practica hoy en día es probable que sea el producto de una síntesis en el siglo XIX de diversas tradiciones curativas de todo el reino. Incluso hoy en día, hay una considerable variación de una a otra región de Tailandia, y no hay una rutina o marco teórico único que es universalmente aceptado por los masajistas.

## Otras traducciones
"Nuat boran" es el nombre tailandés para un tipo de trabajo corporal nativo de Tailandia ( nuat = presión, tocar con el propósito de curar boran o bo'Rarn = antiguo).
El masaje tailandés es conocido, también, como masaje tailandés de estilo norteño, estilo Buntautuk, estilo Antiguo Hospital de Medicina, masaje tradicional tailandés, masaje tradicional médico tailandés, masaje antiguo, yoga tailandés, masaje de yoga tailandés, masaje de yoga, masaje clásico tailandés, trabajo corporal thai, Yoga pasivo, Yoga asistido, y el antiguo trabajo corporal siamés.

## Predominio
En Tailandia, el masaje tailandés es una de las ramas de la Medicina Tradicional Tailandesa (MTT o también TTM), actualmente reconocida y regulada por el gobierno de aquel país, y está ampliamente considerada como una disciplina médica para el tratamiento de una amplia variedad de dolencias. Por otro lado, el masaje tailandés también se practica y enseña por una serie de técnicos de masajes no médicos en las industrias de spa y turismo. En América del Norte y Europa, ha surgido un número creciente de profesionales y maestros de masaje tailandés desde la década de 1990. En ambos lugares, el masaje tailandés es una modalidad cada vez mayor entre los clientes de las clínicas de masajes y los masajistas que buscan educación continua.

## Teoría
En general, los profesionales del masaje tailandés moderno actúan con la teoría de que el cuerpo está impregnado de "lom" o "aire", que se inhala en los pulmones y que luego viaja por el cuerpo a lo largo de 72.000 caminos llamados "sen" o "vasos". Típicamente, los terapeutas de masaje manipulan un puñado de las principales líneas sen presionando ciertos puntos a lo largo dichas líneas. En la mayoría de los modelos, el sen se originan en el ombligo y se extiende por todo el cuerpo, para terminar en los orificios. Una parte importante de la práctica del masaje tailandés también incluye estiramientos como los de yoga, que están destinados a estimular el sen y mueven el lom a través del cuerpo mediante una acción de bombeo que está conectada con la respiración del paciente.
La teoría de Sen y lom a menudo se traduce generalmente como "meridianos" y "energía".Si bien hay algunas similitudes superficiales con la teoría china de los meridianos, el sistema tailandés es muy diferente, ya que en los sen están desconectados de los órganos internos.
Este tipo de masaje es una secuencia de presiones sobre puntos y meridianos, compresiones circulatorias, movilizaciones articulares, estiramientos, y estimulaciones reflejas. Todo ello encadenado en un ritmo regular, donde la respiración del masajista se armoniza con la del paciente. El masaje se aplica a todo el cuerpo, desde los dedos de los pies hasta el cráneo. Su trabajo se centra en eliminar toxinas, liberando el Qi y ofreciendo al receptor del masaje una sensación profunda de paz tanto en su cuerpo como en su mente.

## Práctica

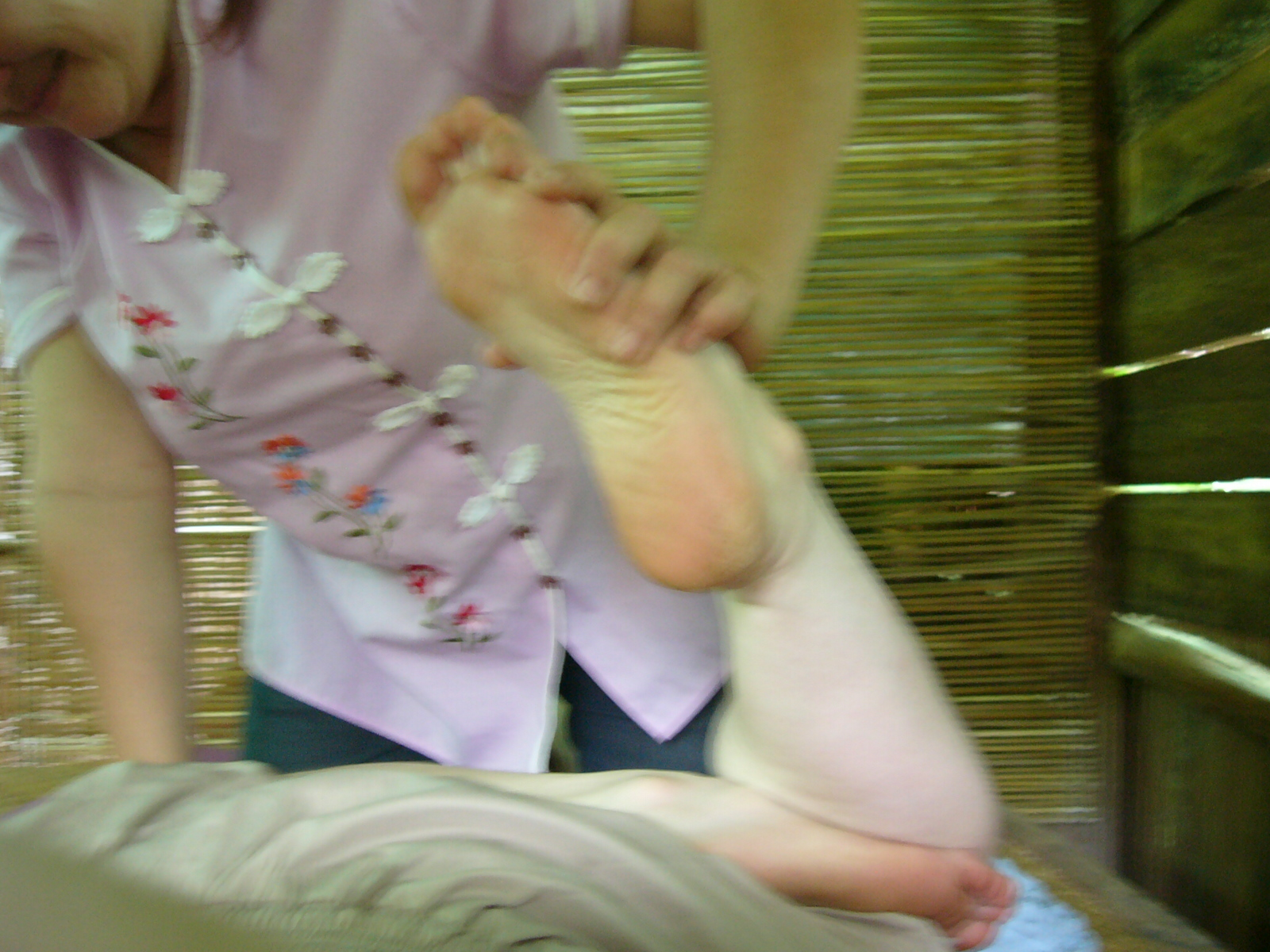
Técnica en la pierna

La persona receptora del masaje ha de cambiarse a ropa suelta y cómoda y se tumba en una colchoneta o colchón firme en el suelo. Se puede hacer en solitario o en grupo con una docena de pacientes por lo que en una misma gran sala. El receptor se coloca en muchas posiciones similares a las de yoga durante el curso del masaje.
El masajista se apoya en el cuerpo del receptor con las manos y los antebrazos, bloqueando con el codo, para aplicar una presión firme rítmica. El masaje en general sigue las líneas Sen del cuerpo - algo análogo a los meridianoss o canales (medicina china) y a los nadis del yoga de la India. Se pueden usar las piernas y los pies del masajista para fijar el cuerpo o las extremidades del destinatario. En otras posiciones, las manos fijan el cuerpo, mientras que los pies dan el masaje. Una sesión completa de masaje tailandés suele durar dos horas o más, e incluye presión rítmica y estiramiento de todo el cuerpo, lo que puede conllevar el estiramiento de los dedos de las manos, de los de los pies pies, de las orejas, crujimiento de nudillos, caminar sobre la espalda del receptor, y el arquear al destinatario en bhujangasana (o posición de cobra). Hay un procedimiento estándar y el ritmo para este masaje.
La duración de una sesión de masaje thai es de una hora a dos. Se realiza con el paciente vestido con ropa agradable, preferentemente algodón, tumbado sobre un tatami o futón en el suelo.
El masaje thai reúne las técnicas de 3 disciplinas de tratamiento tradicional:
1. Amasamiento de los músculos.
2. Manipulación del esqueleto o quiropráctica (osteopatía).
3. Digitopuntura, presionando sobre ciertos puntos de acupuntura o líneas energéticas.

El objetivo del masaje thai es armonizar, asegurarle un óptimo fluir y estimular toda la energía del cuerpo del paciente, así como equilibrar las funciones de los 4 elementos fundamentales del cuerpo:
- La Tierra: partículas sólidas (huesos, músculos...)
- El Agua: sangre y secreciones.
- El Fuego: digestión y metabolismo.
- El Aire: respiración y circulación sanguínea.

Sin embargo, el masaje tradicional forma parte de un verdadero arte de la vida en Tailandia, y requiere una cierta actitud de búsqueda e investigación. En Tailandia se practica en los centros médicos así como en los templos y el ámbito familiar.